# Joseph Weber (Physiker)

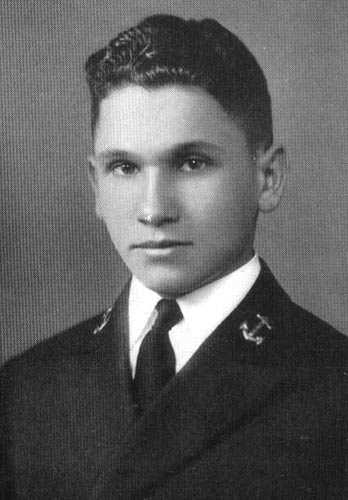
Joseph Weber (1940)

Joseph Weber (* 17. Mai 1919 in Paterson, New Jersey; † 30. September 2000 in Pittsburgh, Pennsylvania) war ein US-amerikanischer Physiker, bekannt als Pionier von Gravitationswellenexperimenten und als einer der Pioniere des Lasers.

## Herkunft
Webers Eltern hießen eigentlich Gerber (und Joseph Weber ursprünglich Jonas), wanderten aber mit einem falschen Visum auf den Namen Weber in die USA ein. Sein Vater stammte aus Litauen, seine Mutter aus Lettland.

## Leben und Werk
Weber studierte an der US Naval Academy in Annapolis. Nach seiner Teilnahme am Zweiten Weltkrieg, in dem Weber in der Marine diente, lehrte und forschte er an der University of Maryland in College Park. 1948 wurde er dort Professor für Elektrotechnik, begann aber gleichzeitig an der Catholic University of America Physik zu studieren, in der er 1951 promoviert wurde (Das Mikrowellen-Inversionsspektrum des Ammoniak). 1961 wurde er Professor für Physik an der University of Maryland. 1989 wurde er emeritiert.
Weber leistete wichtige Beiträge auf dem Gebiet der Lasertechnik; er erkannte das Maser-Prinzip vor Gordon, Zeiger und Charles Townes und trug darüber 1952 und 1953 vor. Er diskutierte das Maserprinzip allerdings nur als Verstärker und versuchte auch nicht einen Maser zu bauen. Darüber hinaus war sein Vorschlag, wie die Populationsinversion erzielt werden sollte wenig praktikabel. In Anerkennung dieser Leistung wurde er 1958 Fellow des IRE (Institute of Radio Engineers) und erhielt 1958 den Preis der Washington Academy of Science. 1955 ist er am Institute for Advanced Study und beschäftigt sich mit Allgemeiner Relativitätstheorie, über die er auch 1956 bei John Archibald Wheeler in Leiden hört, wobei es mit Charles Misner und Wheeler zu Diskussionen über Gravitationswellen kommt. In den 1960er Jahren entwickelte er dann die ersten Detektoren für Gravitationswellen.

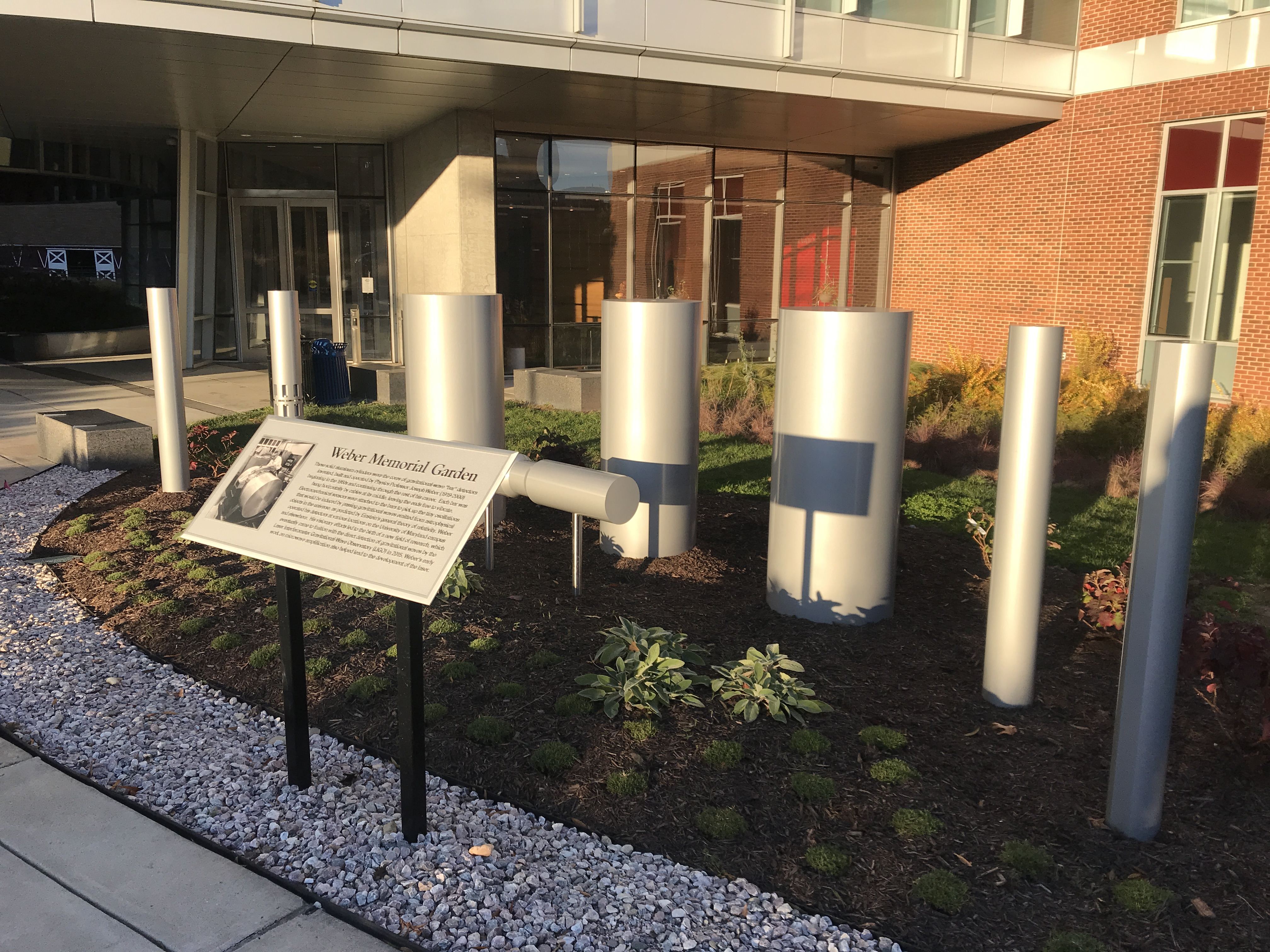
Ausgestellte Detektoren im Weber Memorial Garden an der University of Maryland

Weber war überzeugt, mit seinen Detektoren, die aus großen Aluminium-Metallzylindern mit aufgeklebten Piezoelementen bestanden und die er ab 1960 baute, Gravitationswellen nachgewiesen zu haben. In den 1960er Jahren erregte er damit großes Aufsehen. 1969 berichtete er den Nachweis einer Gravitationswelle aus einer Koinzidenzmessung von Detektoren in Maryland und im Argonne National Laboratory (mit 1000 km Abstand).  Da seine Ergebnisse jedoch nicht von anderen Forschern reproduziert werden konnten, sind seine experimentellen Resultate umstritten. Insbesondere Richard Garwin kritisierte Webers Experimente in den 1970er Jahren heftig. Weber setzte seine Experimente zwar fort (beispielsweise meinte er Koinzidenzen von Gravitationswellenmessungen mit den Neutrinomessungen von der Supernova 1987A und in den 1990er Jahren mit Gammablitzen gefunden zu haben), bei seinen Kollegen hatte sich aber der Eindruck verfestigt, dass mit der Weberschen Methode keine signifikanten Resultate erzielbar waren.
Weber gebührt jedoch das Verdienst, die Forschung an Gravitationswellen populär gemacht zu haben.
Er war seit 1973 in zweiter Ehe mit der Astronomin Virginia Trimble verheiratet. Aus erster Ehe mit Anita Straus (sie starb 1971) hatte er vier Söhne.
1972 erhielt er den Boris Pregel Award und 1970 den Sigma Xi Award und den Babson Award der Gravity Research Foundation. 1959 erhielt er den ersten Preis der Gravity Research Foundation. 1955 bis 1956 und 1962 bis 1963 war er Guggenheim Fellow, 1960 Fellow der American Physical Society und 1963 Fulbright-Stipendiat. 1988 wurde er in die Maryland Engineering Hall of Fame aufgenommen.
Virginia Trimble stiftete den 2002 zuerst vergebenen Joseph Weber Award der American Astronomical Society für Fortschritte im astronomischen Instrumentenbau.

## Schriften
- General Relativity and Gravitational Waves. In: Interscience, 1961.
- Detection and Generation of Gravitational Waves. In: Physical Review, Bd.117, 1960, S. 306.